# مدرسه علیا و مدرسه حبیبیه فردوس

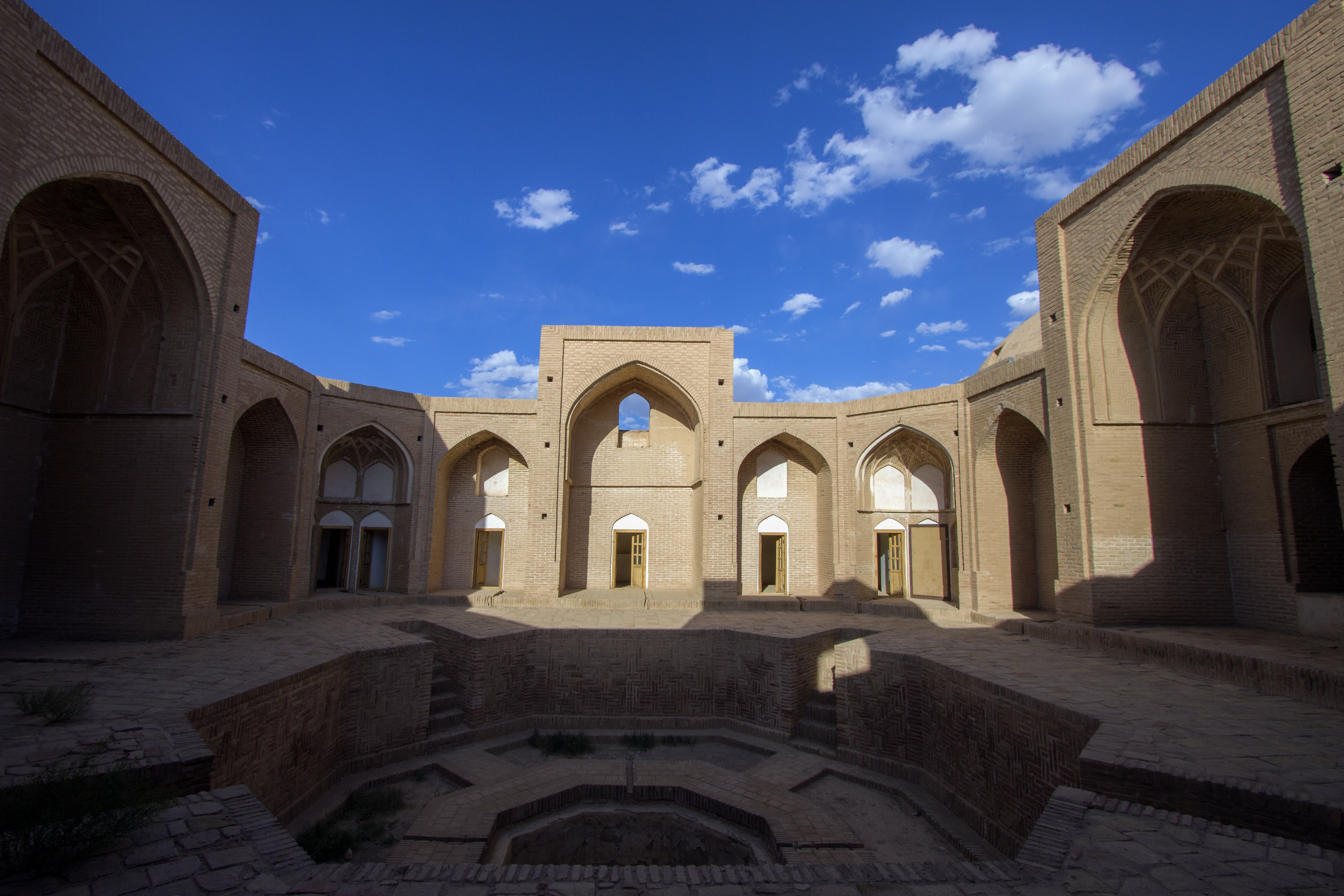
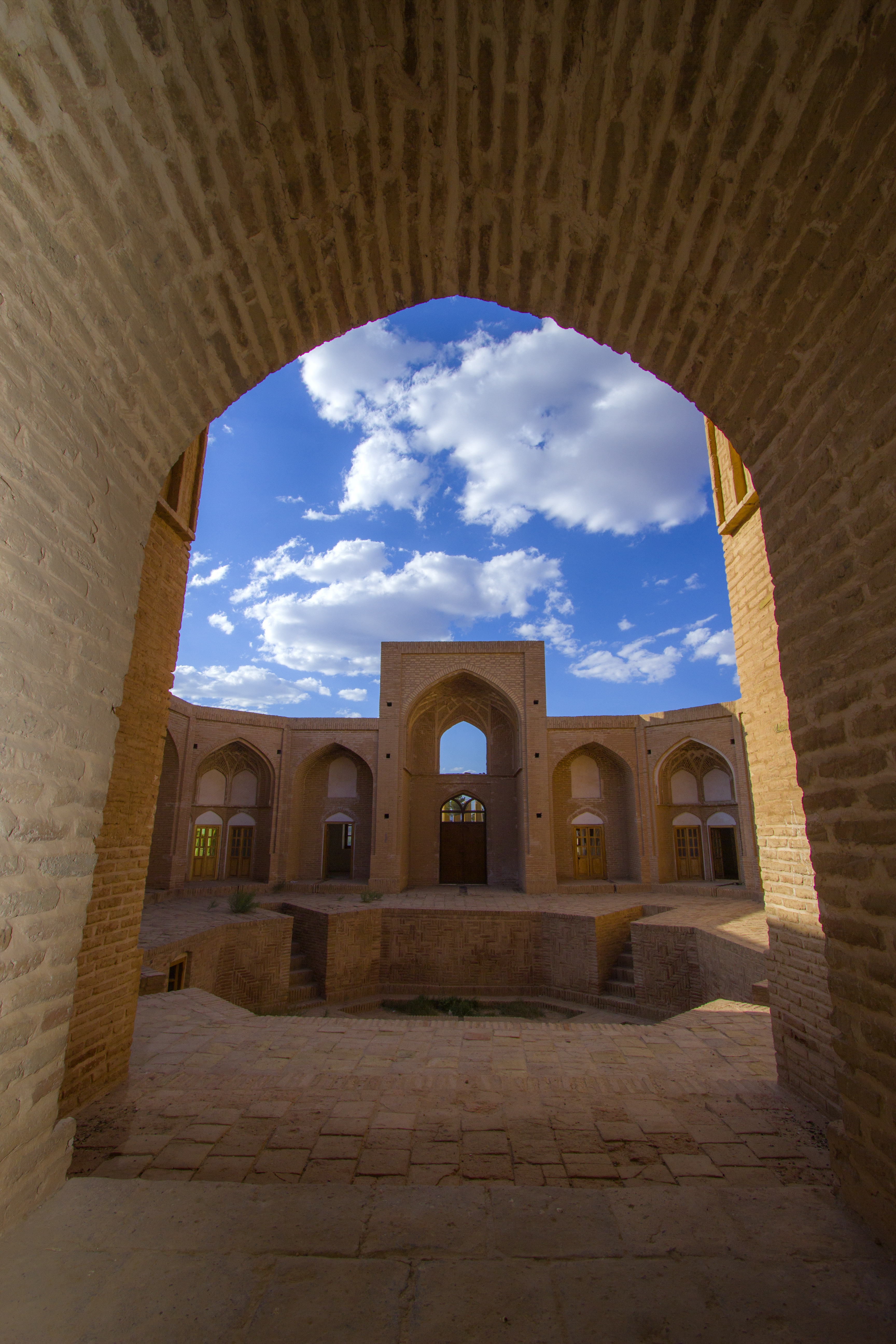
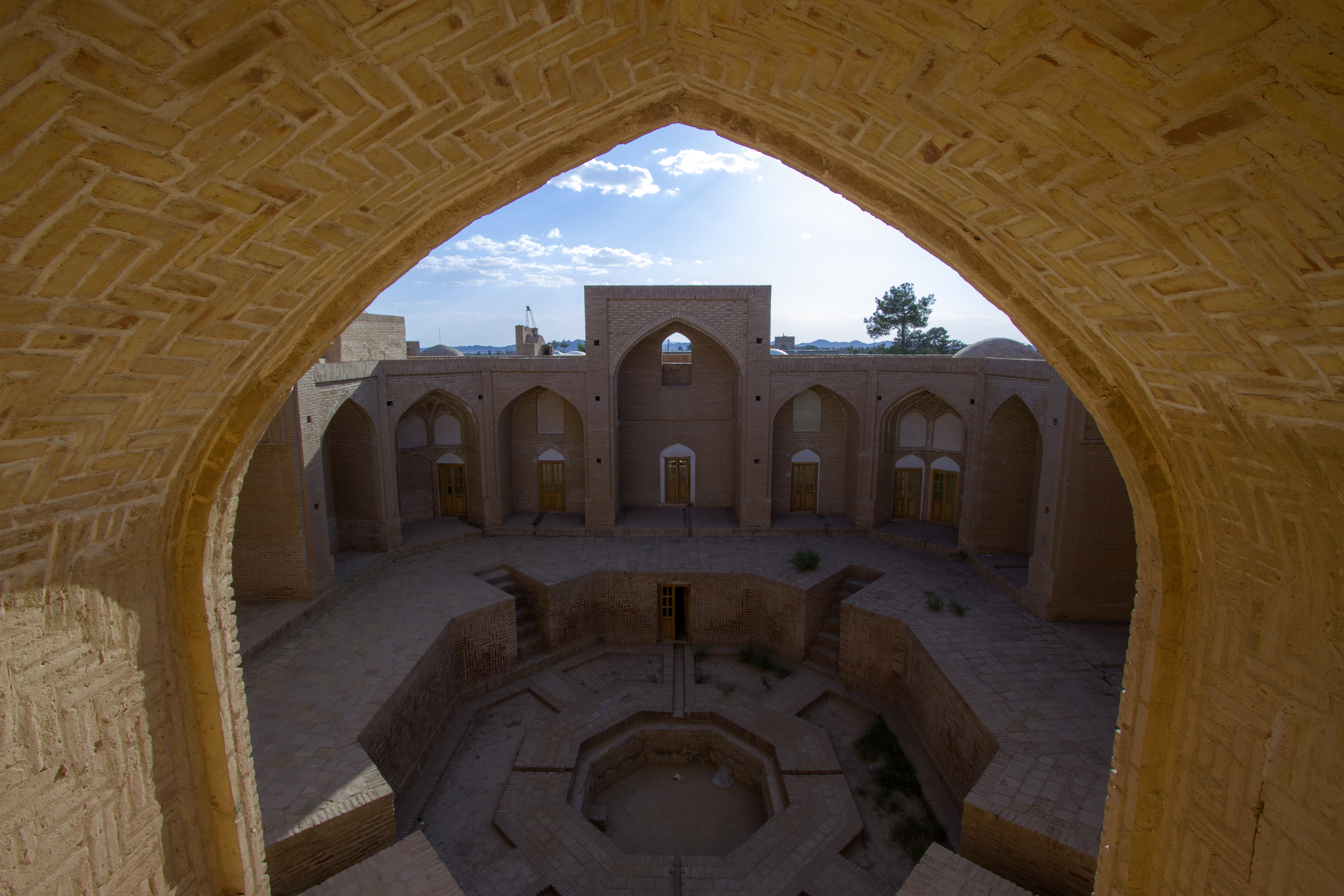
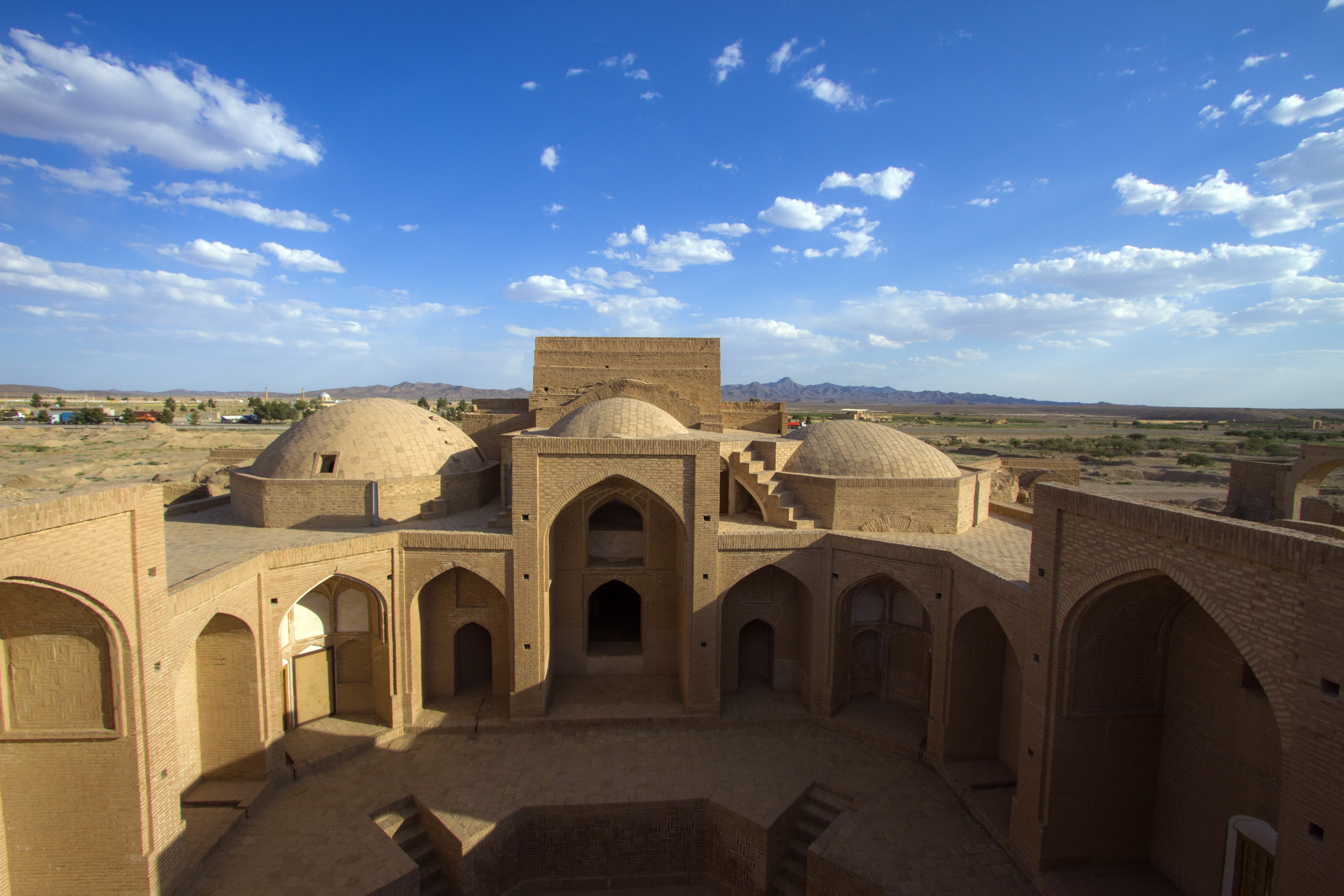
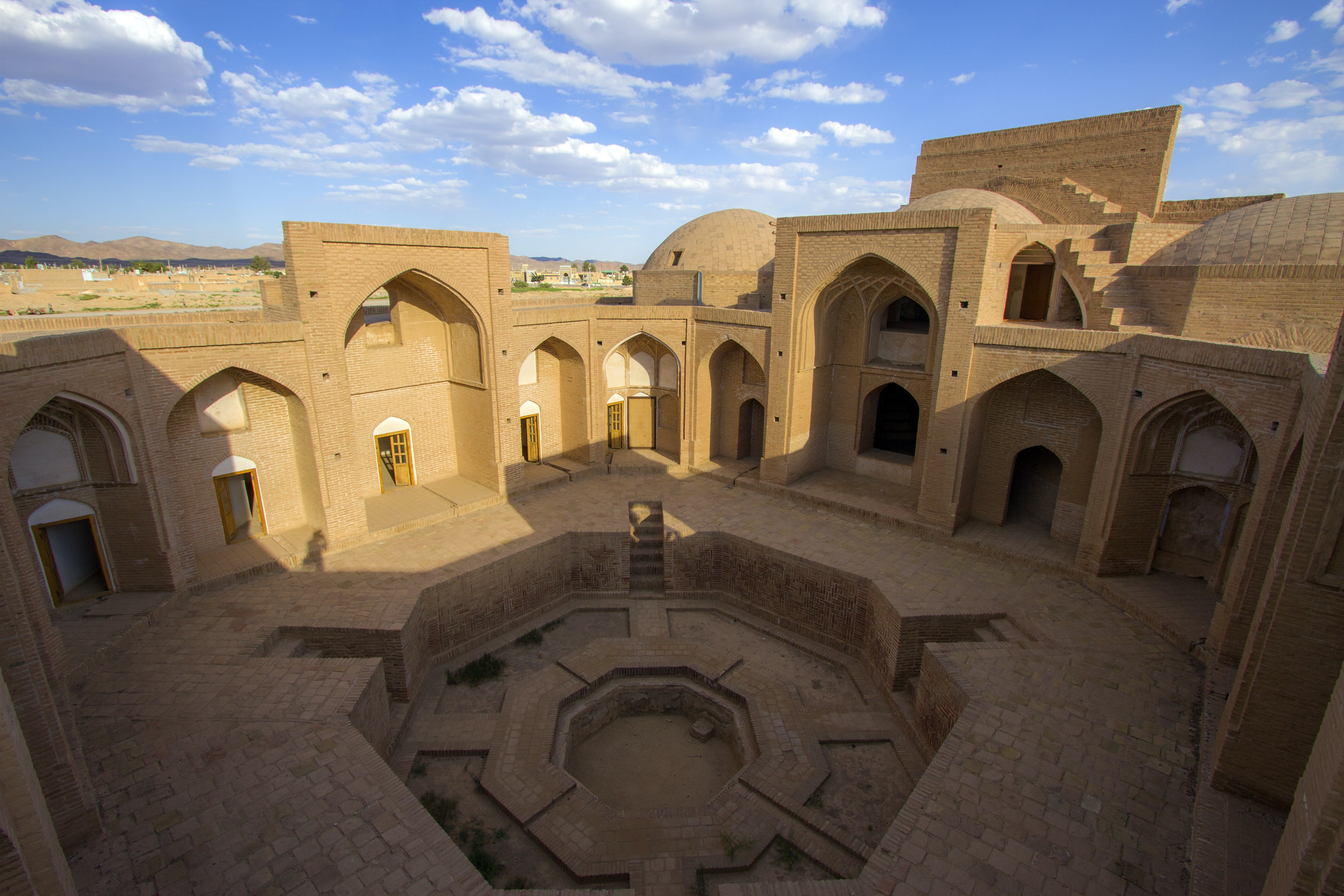
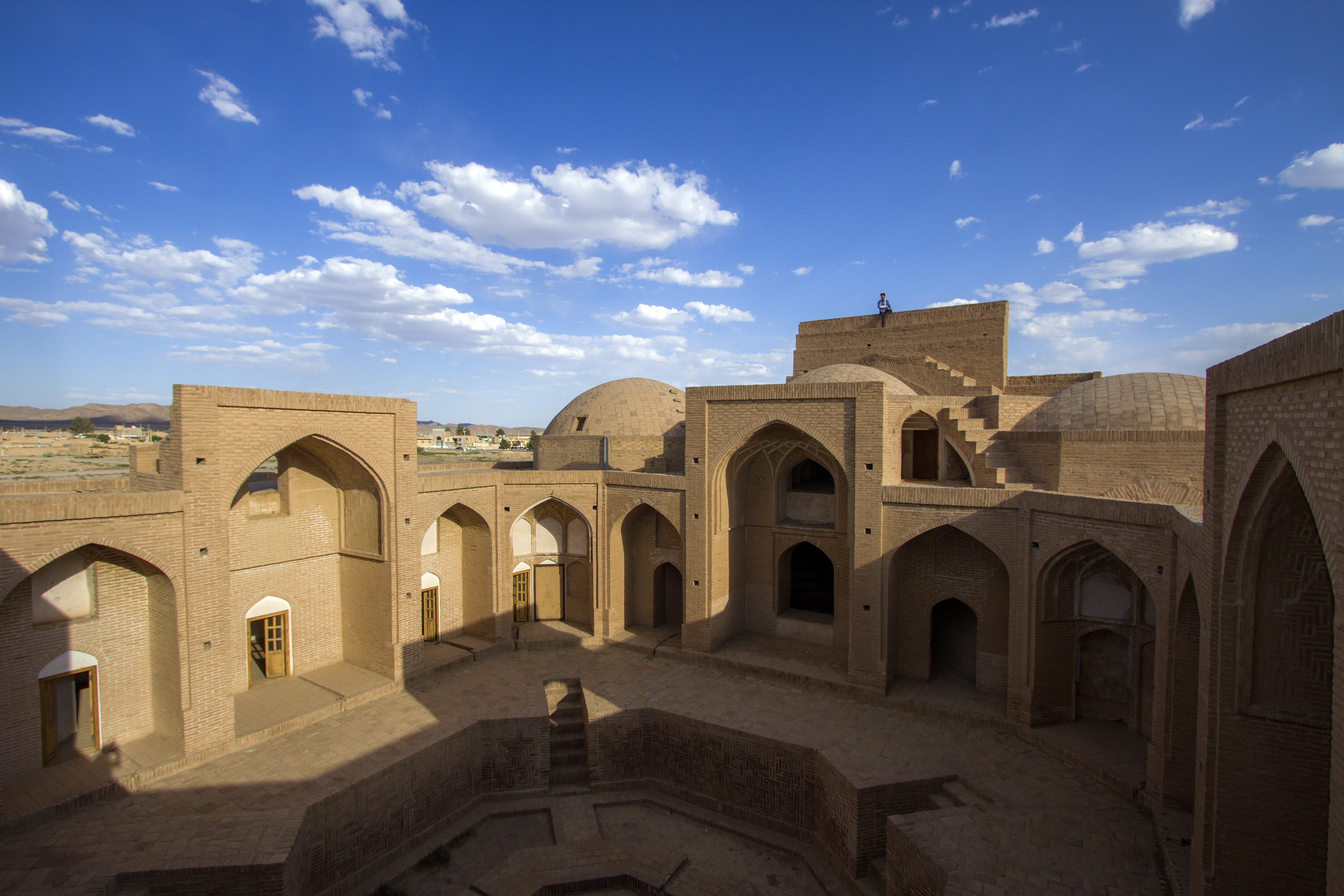

مدرسه علیا و مدرسه حبیبیه فردوس مربوط به سدهٔ ۱۰ ه.ق است و در جنوب شرق فردوس، محوطه تون واقع شده و این اثر در تاریخ ۱۴ بهمن ۱۳۵۵ با شمارهٔ ثبت ۱۳۲۱ به‌عنوان یکی از آثار ملی ایران به ثبت رسیده است.